# Dennis Collander
Kjell Dennis Collander, född 9 maj 2002 i Västerås, är en svensk fotbollsspelare som spelar för Hammarby IF i Allsvenskan.

## Klubbkarriär
Collanders moderklubb är Barkarö SK. Därefter gick han till Skiljebo SK. I februari 2018 blev Collander uppflyttad i A-laget. Han spelade 12 matcher och gjorde ett mål för klubben i Division 2 2018.
I januari 2019 värvades Collander av Örebro SK, där han skrev på ett treårskontrakt. Collander tävlingsdebuterade den 24 februari 2019 i en 0–1-förlust mot Nyköpings BIS i Svenska cupen. Collander gjorde allsvensk debut den 5 juli 2020 i en 1–2-förlust mot IK Sirius, där han blev inbytt på övertid mot Simon Amin. I februari 2021 förlängde Collander sitt kontrakt i Örebro SK fram över säsongen 2023.
Den 12 januari 2022 värvades Collander av Hammarby IF, där han skrev på ett 4,5-årskontrakt.

## Landslagskarriär
Collander debuterade för Sveriges U17-landslag den 22 augusti 2017 i en 3–0-vinst över Finland, där han blev inbytt i den 50:e minuten. Två dagar senare gjorde Collander sin första match från start i en 1–1-match mot Finland, där han även var lagkapten. Collander var en del av Sveriges trupp vid U17-EM 2019, där Sverige blev utslagna i gruppspelet. Han spelade i två av gruppspelsmatcherna, mot Frankrike och England. Totalt spelade Collander 22 matcher och gjorde två mål för U17-landslaget.
Den 3 juni 2021 debuterade Collander för U21-landslaget i en 2–0-seger över Finland, där han blev inbytt till andra halvlek.